# Francesco Aroni Vigone
Francesco Aroni Vigone (* um 1965) ist ein italienischer Jazzmusiker (Alt- und Sopransaxophon, Komposition).

## Leben und Wirken
Aroni Vigone spielte ab den 1980er-Jahren regelmäßig im Ensemble von Enrico Fazio, in den folgenden Jahren auch in den Gruppen von Giancarlo Nino Locatelli und der Formation Progressive Steps (mit Marty Cook), außerdem mit dem Musiktheater von Toni und Volumi (Banda Osiris). Des Weiteren spielte er auf verschiedenen italienischen Festivals (Noci, S. Anna Arresi, Clusone) und unternahm Tourneen in Frankreich und Argentinien. Als Komponist beschäftigte er sich mit verschiedenen Musik-Idiomen, vom klassischen Saxophon bis zur elektronischen Musik.
1992 gewann  Aroni Vigone den ersten Preis beim Jazz-Kompositionswettbewerb in Sassari. Im Jahr 2009 erschien die CD A Fior di Pelle, mit Musik von Giuliano Palmieri und den Texten der Dichterin Francesca Valente, gesungen von Veronica Vismara. Ende 2011 nahm er im Trio mit Enrico Fazio und Fiorenzo Sordini das Album ore Blue auf.  Im Bereich des Jazz war er laut Tom Lord zwischen 1987 und 2017 an 16 Aufnahmesessions beteiligt. 2023 legte er das Soloalbum Orbita vor, das im Aostatal entstanden war.